# Ippolito Sanfratello
Ippolito Sanfratello (n. 3 noiembrie 1973, Piacenza, Italia) este un patinator de viteză ce a reprezentat Italia, medaliat olimpic. A participat la o ediție a Jocurilor Olimpice (2006) în care a câștigat o medalie de aur.

## Participări
Lista de mai jos prezintă principalele competiții la care a participat Ippolito Sanfratello de-a lungul carierei.
- speed skating at the 2006 Winter Olympics – men's team pursuit[*]